# 公子荆 (卫国)
公子荆（?—?），中国春秋时期卫国的公子，卫献公之子。
前544年，吴国的季札访问中原各国，在衛國见到蘧瑗、史狗、史鳅，公子荆、公叔发、公子朝，说“卫多君子，未有患也。”